# Dieter Lohmar
Dieter Lohmar (* 9. September 1955) ist ein deutscher Philosoph.

## Leben
Er studierte Mathematik und Philosophie an den Universitäten Köln, Bonn und Wuppertal. Nach der Promotion zum Dr. phil. 1986 an der Universität Köln und der Habilitation 1996 war er bis 2021 Direktor des Husserl-Archivs.
Seine Forschungsschwerpunkte sind Phänomenologie, Empirismus, Anthropologie und Transzendentalphilosophie.

## Schriften (Auswahl)
- Phänomenologie der Mathematik. Elemente einer phänomenologischen Aufklärung der mathematischen Erkenntnis nach Husserl. Boston 1989, ISBN 0-7923-0187-0.
- Erfahrung und kategoriales Denken. Hume, Kant und Husserl über vorprädikative Erkenntnis. Boston 1998, ISBN 0-7923-5117-7.
- Edmund Husserls „Formale und transzendentale Logik“. Darmstadt 2000, ISBN 3-534-10141-3.
- Phänomenologie der schwachen Phantasie. Phänomenologische, psychologische und neurologische Aspekte der Funktion schwacher Phantasma in Wahrnehmung und Erkenntnis. Springer Dordrecht/Heidelberg 2008
- Denken ohne Sprache. Phänomenologie des nicht-sprachlichen Denkens bei Mensch und Tier im Licht der Evolutionsforschung, Primatologie und Neurologie. Cham 2016, ISBN 978-3-319-25756-3.